# Мартинсајд ADC.1
Мартинсајд ADC.1 (енгл. Martinsyde A.D.C.1) је британски ловачки авион. Први лет авиона је извршен 1924. године. 

## Пројектовање и развој
После 1924. управљање фирмом Мартинсајд је преузела компанија Aircraft Disposal Company (A.D.C.). Руководство фирме је одлучило наставити развој успешног ловца Мартинсајд F.4, и прерађени авион је назван Мартинсајд ADC.1. Године 1925. Летонија је поручила осам примерака овог ловца, а неки су остали у служби све до 1939.

## Технички опис
Труп је био правоугаоног попречног пресека. Носећа конструкција трупа је била направљена од дрвета а рамови конструкције су диагонално затегнути жицама. Труп авиона непосредно иза мотора је био обложен алуминијумским лимом а остали део трупа је обложен импрегнираним платном. У Трупу се налази један кокпит са свим потребним инструментима и уређајима за управљање авионом. Пилот је био заштићен ветробранским стаколом а имао је наслон за главу.
Авион је био опремљен 9-то цилиндричним ваздухом хлађеним мотором, Armstrong Siddeley Jaguar снаге 283 kW. На вратилу мотора је била причвршћена двокрака, вучна, дрвена елиса, непроменљивог корака.
Крила су била дрвене конструкције са две рамењаче, танког профила пресвучене платном. Крила су имала правоугаони облик а крилца за управљање авионом су се налазила само на горњим крилима. Са сваке стране су крила била повезана паром дрвених упорница и затегнута челичним жицама.
Репне површина код овог авиона су класичне, састоје се од вертикалног и хоризонталних стабилизатора на које су прикључени кормила правца и дубине. Сви ови елементи су направљени као и крило. Носећа конструкција је од дрвета а облога од импрегнираног ватроотпорног платна.
Стајни трап је био класичан, направљен као челична конструкција од заварених танкозидих цеви са фиксном осовином. Амортизација је била помоћу гумених каишева а на репном делу се налазила еластична дрвена дрљача

## Наоружање
Био је наоружан са 2 фиксна синхронизована митраљеза калибра 7,7 мм типа Викерс .
| Наоружање авиона: Мартинсајд   |            |
| Ватрено (стрељачко) наоружање  |            |
| Топ                            |            |
| Митраљез                       |            |
| Број и ознака митраљеза        | 2 x Викерс |
| Калибар                        | 7,7        |
| Бомбардерско наоружање (бомбе) |            |
| Ракетно наоружање (ракете)     |            |

## Верзије
Нису постојале различите верзије овог авиона.

## Оперативно коришћење
Године 1925. Летонија је поручила и купила осам примерака овог ловца, а неки су остали у служби све до 1939.

## Земље које су користиле авион
- Летонија
- Велика Британија